# Рум (еялет)
40°39′00″ пн. ш. 35°49′59″ сх. д. / 40.65° пн. ш. 35.833055555556° сх. д.
Еялет Рум або Сіваський пашалик (осман. ایالت روم) — адміністративно-територіальна одиниця Османської імперії. Існував у 1398—1401, 1413—1864 роках з площею 74,880 км². Утворився після підкорення османськими військами бейліка Еретна. У 1864 році перетворено на вілайєт Сівас.

## Історія
Територія у середні та верхній течії річки Галік (тур. Кизил-Ирмак) слугувала базою монгольського панування в МалійАзії. після щанепаду останнього у середині XIV ст. тут повстав бейлік на чолі із уйгурською династією Еретна. У 1381 році її було повалено Бухан ад-Діном, що чинив спротив Османам і Ак0Коюнлу. після загибелі останнього у 1398 році землі бейліка увійшли до складу Османської імперії, перетворившись на бейлербейство. Спочатку столицею стало місто Амасія. Після поразки у війні з Тамерланом у 1402 році у битві при Ангорі Еретна відновила самостійність. Лише у 1408 році тут знову запанували Османи.
1413 року було відновлено бейлербейство (з 1591 року — еялет). Названо на честь Румського султанату, що існував до монгольського вторгнення. Згодом столицю було перенесено з Амасії до Токат. За часів султана Сулеймана I тут було розповсюджено тімарну систему. Еялет став одним з важливих постачальників кінноти для османського війська.
Розташування у внутрішніх районах Малої Азії сприяло економічному розвитку провінції, що була пов'язана торговельними шляхами з османськими провінція Анатолії, Кавказу, Близького Сходу. Тому протягом тривалого часу Румський еялет був одним з стабільших та розвиніших в імперії. Столицю було перенесено до міста Сівас, у зв'язку з чим часто еялет називають Сіваським.
Втім структурна та економічна криза 1630-1640-х років позначилася на Румській провінції. В результаті у 1640 році очільники еялету фактично стали напівнезалежними правителями, підтримуючи різні заколоти та повстання у Малій Азії. Лише у 1650 році завдяки рішучим діям представників роду Кепрюлю, що посіли провідні посади в імперії, вдалося повернути султанську владу в пашалику.
З цього моменту тут зберігалася стабільна ситуація до 1864 року, коли в результаті адміністративно-територіальної реформи Румський еялет було перетворено на Сіваський вілайєт.

## Структура
Складався з 7 санджаків: Сівас, Амасія, Самсун, Дивригі, Арапгир, Чорум, Йозгат.
В часи розвитку кількість тімарів в еялеті становило 3021, а зеаметів — 29. Загалом провінція могла виставити 3100 спагіїв-кіннотників. Дохід від хаса бейлербея (згодом паши) становив 900 тис. акче, дохід санджакбеїв коливався від 200 до 350 тис. акче.